# Eric Åberg
Eric Åberg, född 30 oktober 1983 i Uddevalla, är en svensk före detta handbollsspelare. Han är högerhänt och spelade i anfall som mittsexa.

## Karriär
Eric Åberg fostrades i GF Kroppskulturs framgångsrika ungdomslag födda 1982-1983. Han debuterade i allsvenskan som 17-åring 2000, där han även var med och spelade upp GF Kroppskultur till Elitserien. Han fick under sin juniortid spela en juniorlandskamp för Sverige, den 27 april 2001 mot Danmark, men förlorade med 19-27. Det blev inte fler landskamper. Det är oklart när han lämnade GF kroppskultur men han spelade i IK Cyrus från Jönköping 2005-2006 innan han blev proffs i norska IL Runar ifrån Sandefjord. Han spelade fyra säsonger mellan 2006 och 2010 i Runar. Han spelade över 100 matcher för klubben och gjorde över 400 mål. Europacupspelet och vinsten av norska cupen 2009-2010 blev hans höjdpunkter i karriären.
2010 återkom han till Uddevalla igen och anslöt till moderklubben GF Kroppskultur som blev sista klubben i spelarkarriären 2010-2013.